# Amalie von Wallmoden

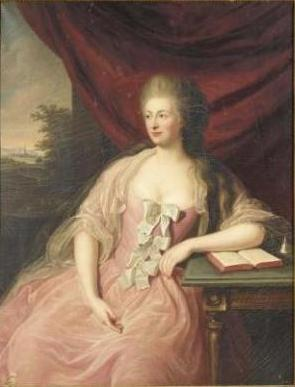
Amalie von Wallmoden

Amalie von Wallmoden, grevinna av Yarmouth, född 1 april 1704, död 1765, var en tysk adelsdam, mätress till kung Georg II av Storbritannien från 1736 till dennes död 1760. Hon var den sista officiellt erkända brittiska mätressen som blev adlad, och skall även ha utövat inflytande över utdelandet av pärtitlar. 
Född som Amalie Sophie Marianne von Wendt, dotter till den hannoveranske generalen Johann Franz Dietrich von Wendt och Friderike Charlotte Von dem Busche. Hon var niece till Melusine von der Schulenburg och gifte sig 1727 med Gottlieb Adam von Wallmoden. Georg II attraherades av Wallmoden under ett besök i Hannover 1735 och sades vara far till den son hon fick 1736, Johann Ludwig von Wallmoden-Gimborn. 
Han gjorde sedan regelbundna besök till Hannover för att träffa henne, något som gav upphov till satirer av Samuel Johnson. År 1737 avled Georgs fru, och året därpå kom Wallmoden till England; hon skilde sig 1739 och fick 1740 brittiskt medborgarskap och titeln grevinna av Yarmouth. Hon ska ha fokuserat på att göra kungen nöjd, men hon intresserade sig också för utdelningen av adelstitlar och tros ha spelat en roll inom det området vid flera tillfällen. Vid kungens död 1760 återvände hon till Hannover.